# Lista de futebolistas que morreram em campo
PequEste anexo reúne uma lista de futebolistas que morreram durante partidas de futebol (ou durante os treinos).

## Futebolistas que morreram durante ou após jogos ou treinamentos
- Nota: Esta relação não inclui jogadores que morreram em acidentes automobilísticos, acidentes de moto, assassinados ou outras causas.

| Data da morte           | Jogador                     | Idade    | Equipe                              | Causa da morte | Referências             |
| ----------------------- | --------------------------- | -------- | ----------------------------------- | --- | ----------------------- |
| 22 de agosto de 1874    | Robert Atherley             | 19       | Star of Leven                       | Levou um chute de um atleta rival, causando uma ruptura no estômago. Primeiro caso registrado de um jogador morto em campo na história do futebol. | [ 1 ]                   |
| 19 de janeiro de 1878   | George Cornish              | 18       | Newtown                             | Faleceu após contrair um resfriado durante uma partida contra o Wrexham. |                         |
| 13 de janeiro de 1889   | William Cropper             | 26       | Staveley                            | Sofreu ruptura intestinal durante partida contra o Grimsby Town e morreu no dia seguinte. | [ 2 ] [ 3 ]             |
| 11 de janeiro de 1892   | James "Daddy" Dunlop        | 21       | St. Mirren                          | Em amistoso contra o Abercorn, pisou em um pedaço de vidro, contraindo tétano e morrendo 11 dias depois. | [ 4 ]                   |
| 12 de novembro de 1893  | John Henry Morris           | 26       | Shrewsbury Town                     | Morreu devido a uma hemorragia interna após ser atingido durante uma tentativa de desarme em um jogo de sua equipe. |                         |
| 23 de novembro de 1893  | Walter Bannister            | 24       | Chesterfield Town                   | Morreu após ficar 3 semanas internado com uma ruptura de rim sofrida após um desarme na partida contra o Derby Junction. | [ 5 ]                   |
| 28 de março de 1894     | Teddy Smith                 | 27       | Bedminster                          | Sofreu uma concussão após um choque de cabeça durante o jogo contra o Eastville Rovers (atual Bristol Rovers), pela semifinal da Gloucestershire Cup. Ele ainda seguiu atuando até ser forçado a sair, falecendo um dia depois. | [ 6 ]                   |
| 25 de maio de 1896      | James Logan                 | 25       | Loughborough                        | Morreu em decorrência de pneumonia. | [ 7 ]                   |
| 29 de novembro de 1896  | Joe Powell                  | 26       | Woolwich Arsenal (atual Arsenal)    | Morreu em decorrência de envenenamento em seu sangue e também por tétano, motivado por uma fratura de braço sofrida em partida contra o Kettering Town. | [ 8 ]                   |
| Janeiro de 1900         | James Collins               | 27 ou 28 | Sheppey United                      | Contraiu tétano após sofrer lesão durante um jogo de seu time. | [carece de fontes?]     |
| 27 de agosto de 1902    | Di Jones                    | 35       | Manchester City                     | Um corte em seu joelho acabou virando uma infecção, tirando sua vida pouco depois. | [carece de fontes?]     |
| 27 de outubro de 1906   | David "Soldier" Wilson      | 23       | Leeds City                          | Fumante inveterado, David Wilson sofreu ataque cardíaco durante partida contra o Burnley. Tentou voltar à partida mesmo com fortes dores em seu peito. Foi a primeira morte por problema cardíaco registrada na história do futebol. | [ 9 ]                   |
| 8 de abril de 1907      | Tommy Blackstock            | 25       | Manchester United                   | Sofreu colapso após cabecear uma bola durante o jogo contra o St. Helens. | [ 10 ]                  |
| Janeiro de 1908         | Frank Levick                | 26       | Sheffield United                    | Fraturou a clavícula em partida contra o Newcastle. Enquanto se recuperava, contraiu uma gripe que evoluiu para pneumonia algum tempo depois. Oficialmente, a causa mortis foi uma parada cardíaca decorrente da pneumonia. | [ 11 ]                  |
| 29 de dezembro de 1909  | James Main                  | 23       | Hibernian                           | Sofreu fortes dores estomacais depois de se chocar com um jogador do Partick Thistle no Natal de 1909. Morreu quatro dias depois. | [ 12 ]                  |
| 19 de fevereiro de 1916 | Bob Benson                  | 33       | Arsenal                             | Ruptura de um vaso sanguíneo após uma partida contra o Reading. | [ 10 ]                  |
| 7 de janeiro de 1921    | Horace Fairhurst            | 27       | Blackpool                           | Foi vitimado por complicações decorrentes de uma lesão na cabeça sofrida durante o jogo contra o Barnsley, em dezembro de 1920. | [carece de fontes?]     |
| 22 de maio de 1921      | Nikola Gazdić               | ?        | Hajduk Split                        | Vitimado por uma tuberculose em estágio avançado. | [ 13 ]                  |
| 11 de novembro de 1923  | Tom Butler                  | ?        | Port Vale                           | Foi vitimado por tétano depois de ter fraturado o braço. | [ 10 ]                  |
| 13 de março de 1927     | Georges Le Bidois           | 26       | Stade Olympique de l'Est            | Levou um chute do suíço Aron Pollitz durante a partida contra o US Suisse-Paris, pela Liga Regional da Ilha de França, que atingiu a carótida, morrendo ainda no vestiário. Após a confirmação do falecimento, o jogo foi cancelado. | [ 14 ] [ 15 ]           |
| 4 de abril de 1927      | Albert Van Coile            | 27       | Cercle Brugge                       | Uma perfuração intestinal tirou sua vida um dia após sofrer choque com um jogador adversário. | [ 16 ]                  |
| 30 de abril de 1927     | Sam Wynne                   | 30       | Bury                                | Morreu após um desmaio decorrente de uma pneumonia durante o jogo contra o Sheffield United. Contudo, a direção do Bury, time no qual atuava, afirmou que a morte foi devido a uma hemorragia cerebral. | [ 17 ]                  |
| 3 de maio de 1927       | David Arellano              | 24       | Colo-Colo                           | Um choque casual com um jogador do Real Valladolid resultou em uma peritonite que lhe seria fatal. O Colo-Colo, time que defendia, adotou uma linha preta sobre o escudo em sinal de luto por sua prematura morte. | [ 10 ]                  |
| 5 de setembro de 1931   | John Thomson                | 22       | Celtic                              | Faleceu após sofrer uma fratura craniana durante a Old Firm. | [ 10 ]                  |
| 17 de junho de 1933     | Jon Kristbjornsson          | 22       | Valur                               | O goleiro sofreu um colapso depois de choque com um jogador do KR. | [ 10 ]                  |
| 1 de dezembro de 1934   | Sim Raleigh                 | 25       | Gillingham                          | Morreu após bater a cabeça com um jogador do Brighton & Hove Albion. | [carece de fontes?]     |
| 12 de novembro de 1936  | Jorge Chávez Boza           | ?        | Atlético Chalaco                    | Rompeu a artéria femoral em amistoso de seu time. | [carece de fontes?]     |
| 5 de dezembro de 1936   | Jimmy Thorpe                | 22       | Southampton                         | Portador de diabetes, entrou em coma irreversível, resultado do tratamento malfeito a ele no jogo contra o Chelsea. | [carece de fontes?]     |
| 15 de maio de 1941      | Law Adam                    | 32       | Aposentado                          | Aposentou-se com apenas 24 anos em virtude de problemas no coração, mas seguiu jogando informalmente. Em um jogo festivo nas Índias Orientais Holandesas (atual Indonésia), onde havia marcado dois gols, um ataque cardíaco tiraria sua vida. | [carece de fontes?]     |
| 20 de fevereiro de 1949 | Gustav Fähland              | 32       | TSV Braunschweig                    | Morreu devido a uma hemorragia decorrente de um choque contra um jogador do Werder Bremen. | [carece de fontes?]     |
| 1 de abril de 1951      | Mitotônio                   | 35       | Ceará                               | Vitimado por um colapso atribuído a problemas estomacais - havia comido panelada (cozido a base de vísceras de bode) pouco antes de uma partida do Ceará pelo Campeonato Cearense. | [ 18 ]                  |
| 4 de abril de 1953      | John Kirkby                 | 23       | Wrexham                             | Morreu após desmaiar durante uma partida contra o time reserva do Crewe Alexandra. |                         |
| 14 de julho de 1963     | Constantin Tabarcea         | 26       | Petrolul                            | Morreu após um colapso, decorrente de estranhos problemas de funcionamento do timo. | [ 19 ]                  |
| 25 de fevereiro de 1967 | Tony Allden                 | ?        | Highgate United                     | Morreu após ser atingido por um raio. | [ 20 ]                  |
| 14 de outubro de 1968   | Paul Shardlow               | 25       | Stoke City                          | Ataque cardíaco durante um treino de sua equipe. | [ 21 ]                  |
| 21 de agosto de 1970    | András Szucsányi            | 29       | MTK                                 | Foi atingido por um raio durante um treino de sua equipe. | [carece de fontes?]     |
| 1971                    | Tininho                     | ?        | Guarani                             | Faleceu devido a um aneurisma cerebral durante treino do Guarani. | [ 20 ]                  |
| 7 de janeiro de 1973    | Pedro Berruezo              | 27       | Sevilla                             | Durante a partida contra o Pontevedra, Berruezo sofreu um ataque cardíaco e caiu no gramado, sem recuperar a consciência (havia sofrido 3 desmaios seguidos nos jogos contra Alicante, Sabadell e Barakaldo). Sua esposa estava grávida e o filho, também chamado Pedro, seguiria a carreira de jogador. | [ 10 ] [ 22 ]           |
| 1 de julho de 1973      | Nikola Mantov               | 23       | FK Osogovo                          | Sofreu ataque cardíaco e desmaiou aos 10 minutos da partida contra o FAS 11 Oktomvri. | [carece de fontes?]     |
| 17 de setembro de 1973  | Vanderlei                   | 29       | Operário                            | Sentiu-se mal depois de comemorar um gol contra o Madureira e foi levado até o vestiário por seus companheiros de equipe. Levado ao hospital, faleceu em decorrência de um ataque cardíaco. | [ 10 ] [ 23 ]           |
| 16 de dezembro de 1973  | Pavão                       | 26       | Porto                               | Parada cardíaca sofrida no jogo contra o Vitória de Setúbal. | [ 24 ]                  |
| 14 de dezembro de 1975  | Ángel Avilés                | ?        | Deportivo Junín                     | Parada cardíaca sofrida durante o jogo contra o Atlético Chalaco. | [ 10 ]                  |
| 18 de maio de 1977      | Tony Aveyard                | 21       | Scarborough                         | Ferimentos na cabeça sofridos durante um jogo de sua equipe. | [carece de fontes?]     |
| 27 de agosto de 1977    | Michel Soulier              | 27       | Namur                               | Sofreu um ataque cardíaco durante o jogo contra o Anderlecht, pela Copa da Bélgica. O antigo estádio do Namur homenageava o jogador com seu nome (anteriormente, chamava-se Stade Stade des Champs Elysées). | [ 25 ]                  |
| 30 de outubro de 1977   | Renato Curi                 | 24       | Perugia                             | Ataque cardíaco durante jogo contra a Juventus. Em sua homenagem, o Perugia batizou o estádio com seu nome. | [ 10 ]                  |
| 17 de setembro de 1978  | Valtencir                   | 31       | Colorado                            | Atuando pelo time curitibano, dividiu casualmente a bola com o meia Nivaldo, do Grêmio Maringá, porém, ao cair no gramado, sofreu ruptura da coluna cervical e faleceu quase que instantaneamente. | [ 26 ]                  |
| 21 de maio de 1980      | Omar Sahnoun                | 24       | Bordeaux                            | Não-convocado para a Copa de 1978, preferiu continuar jogando e sofreu infarto durante treino de sua equipe. | [ 10 ]                  |
| 5 de novembro de 1981   | Hocine Benmiloudi           | 26       | CR Belouizdad                       | Morreu durante o jogo contra o USM Aïn Beïda após uma intoxicação alimentar grave. | [ 27 ]                  |
| 7 de março de 1982      | Carlos Barbosa              | 28       | Sport                               | Infarto após desmaiar na partida contra o XV de Jaú. | [ 10 ]                  |
| 12 de outubro de 1983   | Víctor Trossero             | 30       | River Plate                         | Aneurisma cerebral sofrido no vestiário após a partida contra o Rosario Central. | [carece de fontes?]     |
| 10 de fevereiro de 1984 | Gustavo Sterponi            | 24       | Círculo Deportivo                   | Faleceu após um raio atingí-lo durante um treino de pré-temporada. | [ 28 ]                  |
| 23 de setembro de 1984  | Erik Jongbloed              | 21       | DWS Amsterdam                       | Filho do goleiro Jan Jongbloed (vice-campeão mundial com a Holanda em 1974 e 1978), morreu após ser atingido por um raio. | [carece de fontes?]     |
| 18 de fevereiro de 1986 | Zezinho Figueroa            | 34       | Inter de Limeira                    | Faleceu durante um treino recreativo de sua equipe. A causa foi uma isquemia cerebral. | [ 10 ]                  |
| 15 de janeiro de 1987   | José Antonio Gallardo       | 25       | CD Málaga                           | No jogo entre sua equipe e o Celta, Gallardo se chocou com o brasileiro Baltazar e foi levado ao hospital. Teve uma melhora significativa em seu estado de saúde, mas repentinamente entrou em estado de coma, falecendo uma semana depois. | [ 29 ]                  |
| 23 de agosto de 1987    | Paulo Navalho               | 20       | Atlético Clube                      | Infarto agudo do miocárdio enquanto participava de amistoso contra o Al-Jazira. | [ 10 ] [ 30 ]           |
| 9 de dezembro de 1987   | Dursun Özbek                | 17       | Galatasaray                         | Morreu após sofrer infarto durante um treino. | [ 10 ]                  |
| 7 de fevereiro de 1989  | Sixto Rovina                | 27       | FC Groningen                        | Morreu após sofrer parada cardíaca durante um amistoso contra o VV Hoogezand. | [carece de fontes?]     |
| 12 de agosto de 1989    | Samuel Okwaraji             | 24       | Nigéria                             | Morreu durante o jogo contra Angola, pelas eliminatórias africanas para a Copa de 1990. A autópsia revelou que Okwaraji possuía um coração com tamanho muito maior que o normal e forte pressão sanguínea. | [ 10 ]                  |
| 5 de abril de 1990      | João Pedro                  | 23       | Sport                               | Morreu de isquemia cerebral durante jogo contra o Estudantes de Timbaúba. Era também portador de uma doença hereditária no coração. | [ 10 ]                  |
| 20 de abril de 1990     | Vágner Bacharel             | 36       | Paraná Clube                        | Morreu ao bater a cabeça durante jogo contra o Campo Mourão. | [ 31 ]                  |
| 8 de setembro de 1990   | David Longhurst             | 25       | York City                           | Morreu em virtude de uma doença rara no coração, sofrida no jogo contra o Lincoln City. | [ 10 ]                  |
| 24 de abril de 1992     | Vicente Vásquez             | 23       | Chacarita Garuhapé                  | Sofreu um infarto e morreu após uma bola acertar violentamente seu peito numa cobrança de pênalti. | [ 10 ]                  |
| 2 de fevereiro de 1993  | Michael Klein               | 33       | Bayer Uerdingen                     | Ataque cardíaco durante treino de sua equipe. | [ 10 ]                  |
| 7 de setembro de 1993   | Gábor Zsiborázs             | 35       | MTK                                 | Faleceu após seis dias em coma, resultado de um derrame cerebral sofrido durante um treino. | [ 32 ]                  |
| 11 de fevereiro de 1995 | Augusto                     | 28       | Boom                                | Depois de se chocar com um adversário, rompeu a aorta e morreu em campo. | [carece de fontes?]     |
| 30 de abril de 1995     | Mukandi Tsimaya             | 28       | Atromitos                           | Morreu após levar uma cotovelada no pescoço, desferida por um jogador do Paneleusiniakos FC. | [carece de fontes?]     |
| 25 de agosto de 1995    | Michael Goddard             | 38       | Dundela                             | Faleceu no mesmo dia que completava 38 anos, após ser atingido com uma bolada no peito no jogo contra o Dungannon Swifts. | [ 33 ]                  |
| 4 de janeiro de 1997    | Hédi Berkhissa              | 24       | Ésperance                           | Ataque cardíaco sofrido em amistoso contra o Lyon. | [ 10 ]                  |
| 30 de novembro de 1997  | Shamo Quaye                 | 26       | Umeå                                | Medalhista de bronze nas Olimpíadas de 1992, morreu devido a complicações decorrentes de uma bolada no rosto. | [ 10 ]                  |
| 18 de fevereiro de 1998 | Robbie James                | 40       | Llanelli                            | Jogador e treinador do Llanelli, sofreu mal-súbito durante um treino. A causa da morte foi uma miocardiopatia. | [carece de fontes?]     |
| 28 de abril de 1998     | Axel Jüptner                | 29       | Carl-Zeiss Jena                     | Ataque cardíaco durante treino de sua equipe. | [ 10 ]                  |
| 24 de julho de 1999     | Stefan Vrăbioru             | 23       | Astra Ploieşti                      | Infarto em decorrência do abuso de anabolizantes. A autópsia feita em seu corpo descobriu que a quantidade era insuficiente para matá-lo. | [ 10 ]                  |
| 3 de abril de 2000      | Eri Irianto                 | 26       | Persebaya Surabaya                  | Após se queixar de respiração ofegante durante um jogo, foi levado a um hospital, morrendo em decorrência de uma parada cardiorrespiratória. | [ 10 ]                  |
| 21 de maio de 2000      | Hocine Gacemi               | 24       | JS Kabylie                          | Ao dividir a bola com um zagueiro adversário em lance que resultou em gol, o atacante sofreu uma fratura no crânio e veio a falecer 3 dias depois, no Hospital da Salpêtrière, em Paris. | [ 34 ]                  |
| 29 de maio de 2000      | Ivan Krstić                 | 19       | Radnički Niš                        | Morreu após um raio atingí-lo durante um treino de seu time. | [ 35 ]                  |
| 5 de outubro de 2000    | Cătălin Hîldan              | 24       | Dínamo Bucareste                    | Ataque cardíaco em amistoso. A parte setentrional do estádio do Dínamo recebeu seu nome em homenagem. | [ 10 ]                  |
| 14 de fevereiro de 2001 | Roman Pavelka               | 33       | SK Uničov                           | Desmaiou durante um treino de sua equipe, falecendo pouco depois em decorrência de um problema cardíaco. | [ 36 ]                  |
| 29 de agosto de 2001    | Serhiy Perkhun              | 23       | CSKA Moscou                         | Morreu vitimado por uma hemorragia cerebral, após bater a cabeça numa dividida com o atacante Budun Budunov, do Anzhi. | [ 37 ]                  |
| 1 de outubro de 2001    | Vladimir Dimitrijević       | 20       | Estrela Vermelha                    | Morreu em virtude de uma parada cardíaca sofrida em casa. O ex-zagueiro Nemanja Vidić, companheiro de Dimitrijević no Estrela Vermelha, dedicava seus gols a ele. | [ 10 ]                  |
| 18 de fevereiro de 2002 | Landu Ndombasi              | 33       | Oliveira de Frades                  | Sentiu-se mal durante partida contra o Oliveira do Douro, e morreu a caminho do hospital. | [ 38 ]                  |
| 20 de fevereiro de 2002 | Cristian Neamțu             | 21       | CS Universitatea Craiova            | Durante um treino no Chipre, o goleiro reserva do Universitatea Craiova foi atingido por uma joelhada acidental de um companheiro de equipe, resultando em fratura na mandíbula e hemorragia cerebral, falecendo num hospital de Nicósia. | [ 39 ]                  |
| 29 de setembro de 2002  | Michalis Michael            | 33       | Onisillos Sotiras                   | Durante o atendimento ao goleiro de sua equipe, caiu no gramado e foi levado ao hospital, morrendo em seguida. | [ 40 ]                  |
| 24 de outubro de 2002   | Hermán Gaviria              | 32       | Deportivo Cali                      | Atingido por um raio juntamente com seu companheiro de time Giovanni Córdoba. | [ 41 ]                  |
| 27 de outubro de 2002   | Giovanni Córdoba            | 24       | Deportivo Cali                      | Atingido por um raio juntamente com seu companheiro de time Hermán Gaviria. | [ 42 ]                  |
| 9 de março de 2003      | Marvin Lee                  | 21       | Seleção Trinitária Sub-20           | Faleceu após complicações de um choque com Landon Donovan na partida contra os Estados Unidos, válida pela Copa Ouro da categoria em 2001. | [ 43 ]                  |
| 3 de junho de 2003      | Edicam da Rosa              | 20       | Criciúma                            | Capitão da equipe sub-20 do Criciúma, o meio-campista faleceu após sofrer parada cardiorrespiratória durante um treino. Desde 2001 treinava com os profissionais e em seus exames, nenhum problema de saúde foi detectado. | [ 44 ]                  |
| 26 de junho de 2003     | Marc-Vivien Foé             | 28       | Camarões                            | Desmaiou no Stade de Gerland, em Lyon, na semifinal da Copa das Confederações contra a Colômbia. Foi socorrido, porém morreu logo depois. A autópsia detectou a causa mortis de Foé: hipertrofia cardíaca causada pelo hiperdesenvolvimento da válvula esquerda. | [carece de fontes?]     |
| 25 de janeiro de 2004   | Miklós Fehér                | 24       | Benfica                             | Parada cardiorrespiratória sofrida no jogo contra o Vitória de Guimarães. Ele chegou a receber um cartão amarelo antes de sofrer o mal-súbito. | [ 45 ]                  |
| 29 de fevereiro de 2004 | Danny Ortiz                 | 27       | Municipal                           | Sofreu uma forte pancada no tórax, sendo levado ao hospital com uma grave hemorragia interna. Morreu horas depois, por problemas cardíacos. | [ 10 ] [ 46 ]           |
| 15 de maio de 2004      | Bruno Baião                 | 18       | Benfica                             | Meia das categorias de base do Benfica, faleceu vitimado por um ataque cardíaco após saber que assinaria um contrato profissional com o clube. | [ 47 ]                  |
| 27 de outubro de 2004   | Serginho                    | 30       | São Caetano                         | Desmaiou no gramado do Estádio do Morumbi após uma parada cardiorrespiratória. Socorrido ainda em campo, foi levado ao hospital, mas não resistiu e morreu 40 minutos depois. | [ 48 ]                  |
| 5 de dezembro de 2004   | Cristiano Júnior            | 24       | Dempo                               | Um choque com o goleiro Subrata Pal, do Mohun Bagan, o fez cair desacordado no gramado após marcar um gol. Levado ao hospital, não resistiu. | [ 10 ] [ 49 ]           |
| 7 de fevereiro de 2005  | Nedzad Botonjić             | 25       | NK Ljubljana                        | Ataque cardíaco durante treinos. | [ 10 ]                  |
| 25 de junho de 2005     | Hugo Cunha                  | 28       | União de Leiria                     | Estava participando de uma partida entre amigos quando sofreu um mal súbito. | [ 10 ]                  |
| 29 de novembro de 2005  | David Di Tommaso            | 26       | FC Utrecht                          | Ataque cardíaco dois dias após amistoso com o Ajax, enquanto dormia. | [ 10 ]                  |
| 12 de junho de 2006     | Rasmus Green                | 26       | Næstved                             | Ataque cardíaco durante treinos. | [ 51 ]                  |
| 20 de julho de 2006     | Helder                      | 27       | América de Natal                    | Encontrado morto em um flat, em decorrência de um infarto. | [ 52 ]                  |
| 30 de agosto de 2006    | Mohamed Abdelwahab          | 23       | Al-Ahly                             | Morreu de deficiência cardíaca durante um jogo-treino. | [ 53 ]                  |
| 17 de setembro de 2006  | Nilton Mendes               | 30       | Shakhter Karagandy                  | Em um treino de sua equipe, Nilton reclamou de dores no peito e, com a pressão muito alta, foi levado a um hospital. Os médicos tentaram resolver o problema, mas o atleta faleceu minutos depois, após sofrer uma parada cardíaca. | [ 54 ]                  |
| 26 de novembro de 2006  | Alex Sandro                 | 29       | Matonense                           | Infarto enquanto jogava uma pelada com amigos. Sua tia, ao receber a notícia, também morreu. | [ 10 ] [ 55 ]           |
| 21 de dezembro de 2006  | Rogério Oliveira            | 30       | Shkëndija Tetovo                    | Morreu em virtude de um infarto fulminante em sua residência. | [ 56 ]                  |
| 10 de janeiro de 2007   | Sixto Rojas                 | 26       | Sportivo Trinidense                 | Parada cardíaca após treinos de sua equipe. | [ 57 ]                  |
| 19 de agosto de 2007    | Anton Reid                  | 16       | Walsall                             | Faleceu após desmaiar durante um treino de pré-temporada. Um inquérito descobriu que a causa da morte foi natural. | [ 58 ]                  |
| 28 de agosto de 2007    | Antonio Puerta              | 22       | Sevilla                             | Desmaiou durante a partida contra o Getafe. Foi socorrido e saiu andando até o vestiário, onde sofreu uma parada cardíaca. Levado ao hospital, sofreu mais nove paradas cardiorrespiratórias em apenas três dias. | [ 10 ]                  |
| 29 de agosto de 2007    | Chaswe Nsofwa               | 28       | Hapoel Be'er Sheva                  | Morreu após sofrer ataque cardíaco durante um jogo-treino. | [ 10 ] [ 59 ]           |
| 1 de setembro de 2007   | John Jairo Nazareno         | 21       | Chimborazo                          | Morreu após uma partida de sua equipe. Após sentir dores no peito, foi levado ao hospital, mas não resistiu a uma parada cardíaca. | [ 10 ]                  |
| 20 de dezembro de 2007  | Cléber Frolich              | 31       | Bahia                               | Morreu em decorrência de um derrame cerebral sofrido 2 meses antes, em jogo contra o ABC. | [ 60 ]                  |
| 29 de dezembro de 2007  | Phil O'Donnell              | 35       | Motherwell                          | Alegando cansaço, pediu para ser substituído. Caiu desmaiado antes de chegar ao banco de reservas. Morreu algum tempo depois, de colapso cardíaco. | [ 10 ] [ 61 ]           |
| 9 de fevereiro de 2008  | Guy Tchingoma               | 22       | FC 105 Libreville                   | Se chocou com um atleta rival, mas continuou jogando normalmente. No final do jogo, foi levado ao hospital, mas não resistiu e morreu minutos depois. | [ 10 ] [ 62 ]           |
| 10 de fevereiro de 2008 | Ove Jørstad                 | 37       | Fossum                              | O meio-campista, que também acumulava o cargo de técnico do Fossum, desmaiou durante um treino do time de veteranos, e foi declarado morto quando chegou no hospital. | [ 63 ] [ 64 ]           |
| 3 de abril de 2008      | Hrvoje Ćustić               | 24       | NK Zadar                            | Morreu vitimado por uma fratura no crânio, 5 dias depois de bater a cabeça na partida contra o HNK Cibalia. | [ 65 ] [ 66 ] [ 67 ]    |
| 31 de maio de 2008      | Rustem Bulatov              | 34       | Torpedo SDYuSShOR Kaluga            | Bulatov, que havia parado de atuar profissionalmente em 2006, faleceu após sentir mal-súbito em um jogo da Liga Amadora de Kazan. | [ 68 ]                  |
| 15 de março de 2009     | Jumadi Abdi                 | 26       | PKT Bontang                         | Durante o jogo entre o PKT Bontang e o Persela Lamongan, Abdi levou um pisão de Deny Tarkas, jogador da equipe rival, e foi levado ao hospital com lesões no estômago. O meio-campista faleceu 5 dias depois. | [ 69 ]                  |
| 2 de abril de 2009      | Víctor Hugo Ávalos          | 37       | Villa Florida                       | Ex-jogador da Seleção Paraguaia, Ávalos teve um ataque cardíaco durante a comemoração de um gol no jogo contra o Salesianito, válido por uma liga amadora de seu país. O meio-campista ainda teve outros ataques antes de falecer no dia seguinte. | [ 70 ]                  |
| 8 de agosto de 2009     | Daniel Jarque               | 26       | Espanyol                            | Uma assistolia provocou infarto no jogador, que conversava por telefone na concentração do Espanyol, na Itália. | [ 10 ] [ 71 ]           |
| 1 de setembro de 2009   | Paulo Ramos                 | 24       | Aposentado                          | Morreu logo após sentir mal-súbito durante um jogo entre amigos, na cidade goiana de Inhumas. | [ 72 ]                  |
| 20 de setembro de 2009  | Neridson Estêvão            | 26       | Progresso do Sambizanga             | Caiu no gramado durante um jogo entre sua equipe e o Benfica de Cabinda, pela segunda divisão angolana. O meio-campista faleceu após chegar ao hospital. | [ 73 ]                  |
| 18 de novembro de 2009  | Salem Saad                  | 31       | Al-Nassr                            | Parada cardíaca durante treino de sua equipe. | [ 74 ]                  |
| 6 de março de 2010      | Endurance Idahor            | 25       | Al-Merreikh                         | Morreu dentro da ambulância, em decorrência de um ataque cardíaco. | [ 10 ]                  |
| 6 de maio de 2010       | Goran Tunjić                | 26       | Mladost                             | Infarto durante jogo de sua equipe. Mesmo caído morto no gramado, levou cartão amarelo por simular um pênalti. | [ 75 ]                  |
| 8 de maio de 2010       | Fred                        | 26       | Mesquita                            | Infarto durante jogo de sua equipe. Não havia um desfibrilador à beira do campo e o socorro demorou 13 minutos para chegar. | [ 76 ]                  |
| 8 de agosto de 2010     | Massamasso Tchangaï         | 32       | Al-Nassr                            | Exatamente no dia em que completava 32 anos, Tchangaï visitava Lomé, capital de Togo, quando sofreu um ataque cardíaco, provavelmente por abuso de drogas. | [ 77 ]                  |
| 12 de dezembro de 2010  | Emmanuel Ogoli              | 21       | Ocean Boys                          | Sofreu um colapso em campo durante uma partida da liga e morreu mais tarde em um hospital. | [ 78 ]                  |
| 12 de abril de 2011     | Robert Lokossimbayé         | 30       | FC Beaumontois-en-Périgord          | Teve uma parada cardíaca durante um jogo de seu clube na Liga Midi-Pyrénées. | [ 79 ]                  |
| 18 de maio de 2011      | Edu Matos                   | 24       | Araripina                           | Quando o duelo entre Arapirina e Porto, válido pelo Pernambucano de 2010, chegou aos 8 minutos, Edu Matos caiu sozinho no gramado do Estádio Luiz José de Lacerda, em Caruaru, tendo algumas convulsões. No caminho para o hospital, o jogador teve sete paradas cardíacas. Desde o ocorrido no dia no dia 27 de janeiro de 2010 até o dia 18 de maio de 2011, dia de sua morte, o ex-zagueiro vivia em estado vegetativo. | [ 80 ] [ 81 ]           |
| 4 de agosto de 2011     | Naoki Matsuda               | 34       | Matsumoto Yamaga                    | Sofreu uma parada cardíaca durante treino de seu time. Levado ao hospital em estado crítico, morreu dois dias depois. | [ 82 ]                  |
| 13 de novembro de 2011  | Bobsam Elejiko              | 30       | Merksem                             | Caiu subitamente em campo durante a partida entre seu clube e o Excelsior Kaart, pela 5ª divisão belga. Acabou falecendo minutos depois, sendo que a causa mortis foi uma ruptura da aorta. | [ 83 ]                  |
| 14 de abril de 2012     | Piermario Morosini          | 25       | Livorno                             | O incidente aconteceu aos 31 minutos do primeiro tempo, quando o Livorno vencia por 2 a 0. Morosini, de 25 anos, caiu e teve que receber atendimento médico no gramado, onde recebeu massagem cardíaca. Morreu minutos após ser levado para o hospital. | [ 84 ]                  |
| 8 de julho de 2012      | Arjuna Luiz Venutto Ramos   | 17       | São Bernardo                        | No jogo entre São Bernardo e Portuguesa Santista, válido pelo Campeonato Paulista Sub-17, Arjuna (também conhecido por "Pelé") sofreu uma parada cardíaca em campo, vindo a falecer em seguida. | [ 85 ]                  |
| 5 de agosto de 2012     | Henry Ihelewere             | 21       | Delta Tulcea                        | 15 minutos após entrar em campo durante amistoso entre seu time e o FC Balotesti, o atacante nigeriano desmaiou no gramado. Levado a um hospital, não resistiu. Cristian Dulca, ex-jogador da Seleção Romena e ex-técnico de Henry, lamentou a morte prematura do atleta. | [ 86 ]                  |
| 2 de setembro de 2012   | Victor Brännström           | 29       | Piteå IF                            | Ao marcar um gol contra o Umedalens, o atacante passou mal e caiu no gramado. Sua morte foi oficializada pouco depois, já no hospital. | [ 87 ]                  |
| 9 de janeiro de 2013    | Neto Maranhão               | 28       | Potiguar de Mossoró                 | Durante um treino de sua equipe em um hotel de Mossoró, o meio-campista sofreu uma parada cardiorrespiratória e morreu antes de ser transferido a um hospital local. | [ 88 ]                  |
| 2 de abril de 2013      | Quentin Margueritte         | 25       | USON Mondeville                     | Um colapso resultante de uma parada cardíaca resultou em sua morte. | [ 89 ]                  |
| 21 de junho de 2013     | Alen Pamić                  | 22       | NK Istra 1961                       | Faleceu devido a um ataque cardíaco sofrido no jogo contra o MNK Maružini. | [ 90 ]                  |
| 21 de julho de 2013     | Yair Clavijo                | 19       | Sporting Cristal                    | Durante um amistoso entre Sporting Cristal e Real Garcilaso, Clavijo morreria logo após a partida. Sua morte foi decorrente de um edema cerebral causada por cardiomiopatia hipertrófica. | [ 91 ]                  |
| 29 de julho de 2013     | Christian Benítez           | 27       | El Jaish                            | Pouco após ter assinado contrato com o El Jaish, "Chucho" Benítez reclamou de problemas abdominais e foi levado às pressas para um hospital, mas não resistiu. A causa de sua morte foi parada cardíaca. | [ 92 ]                  |
| 27 de agosto de 2013    | Héctor Sanabria             | 28       | Deportivo Laferrere                 | Durante o jogo entre sua equipe e o General Lamadrid, pela quarta divisão argentina, Sanabria teve uma convulsão em campo e foi levado a um hospital, sofrendo uma parada cardíaca que o mataria pouco depois. | [ 93 ]                  |
| 17 de novembro de 2013  | Alex Marques                | 20       | Tourizense                          | Durante jogo do Tourizense frente ao Carapinheirense, Alex Marques sofreria uma parada cardíaca que o levaria à morte. | [ 94 ]                  |
| 2 de fevereiro de 2014  | Urtzi Gurrutxaga            | 26       | Tolosa                              | Infarto durante jogo contra o Berio. | [ 95 ]                  |
| 20 de abril de 2014     | Sylvain Azougoui            | 30       | AC Bongoville                       | Durante jogo entre sua equipe e o Cercle Mbéri Sportif, pelo Campeonato Gabonês, o goleiro levou um pisão acidental de um atacante adversário. Levado ao hospital, não resistiu aos ferimentos e morreu antes de chegar ao local. | [ 96 ]                  |
| 16 de maio de 2014      | Akli Fairuz                 | 27       | Persiraja Banda Aceh                | Durante jogo entre sua equipe e o PSAP Sigli, pela Segunda Divisão indonésia, Fairuz chocou-se com o goleiro da equipe rival, foi substituído e continuou acompanhando o restante da partida no banco de reservas. Foi levado em seguida ao hospital, mas não resistiu a graves lesões que sofrera em decorrência do choque.                                                                                               | [ 97 ]                  |
| 23 de agosto de 2014    | Albert Ebossé Bodjongo      | 24       | JS Kabylie                          | Depois da partida entre JS Kabylie e USM Alger, Ebossé foi atingido por uma pedra lançada por torcedores de sua equipe, inconformados com a derrota. O atacante morreu na hora. | [ 98 ]                  |
| 19 de outubro de 2014   | Peter Biaksangzuala         | 23       | Bethlehem Vengthlang                | Ao comemorar um gol de sua equipe na partida contra o Chanmari West, válido por uma liga estadual da Índia, Peter caiu de mau jeito no gramado ao dar uma segunda cambalhota (havia acertado uma durante a comemoração) e sofreu uma lesão grave na coluna cervical. Levado ao hospital, foi operado e transferido para a UTI, mas não resistiu.                                                                           | [ 99 ]                  |
| 2 de dezembro de 2014   | Franco Nieto                | 31       | Tiro Federal                        | Morreu atingido por uma tijolada, desferida por um torcedor do Chacarita Juniors de Aimogasta. | [ 100 ]                 |
| 30 de abril de 2015     | Gregory Mertens             | 24       | Lokeren                             | Durante uma partida entre os reservas do Lokeren e do Genk, o zagueiro sofreu um ataque cardíaco e caiu no gramado. Após várias tentativas de reanimação, foi levado ao hospital, e permaneceu 3 dias em coma até a morte. | [ 101 ]                 |
| 11 de maio de 2015      | Tim Nicot                   | 23       | Beerschot-Wilrijk                   | Nicot, zagueiro do Beerschot-Wilrijk (equipe da terceira divisão belga), sofreu um infarto durante um amistoso. Levado ao hospital universitário de Hemiksem, chegou a passar por cirurgia e ficou em coma, mas não resistiu. | [ 102 ]                 |
| 14 de maio de 2015      | Emanuel Ortega              | 21       | San Martín de Burzaco               | Na partida entre San Martín e Juventud Unida, Ortega disputava uma bola quando se desequilibrou e bateu a cabeça no muro do estádio Francisco Bago. Levado a um hospital de Buenos Aires, passou por cirurgia devido a uma fratura no crânio. O lateral-direito permaneceu alguns dias em coma até sua morte. | [ 103 ]                 |
| 24 de maio de 2015      | Cristian Gómez              | 27       | Atlético Paraná                     | Faleceu após cair no gramado durante o jogo entre seu clube e o Boca Unidos, pela segunda divisão argentina. Ele perdeu a consciência após desmaiar e foi levado ao hospital, mas chegou ao local morto. | [ 104 ]                 |
| 13 de junho de 2015     | David Oniya                 | 30       | T-Team                              | O zagueiro, que disputava um amistoso entre seu time e o Kelantan, sofreu um mal súbito com apenas 3 minutos de jogo. Oniya, que chegou a ser levado a um hospital, faleceu uma hora depois. | [ 105 ]                 |
| 11 de julho de 2015     | Daniel Kowalski             | 24       | Germania Niederrodenbach            | Faleceu após desmaiar durante um treino de sua equipe. | [ 106 ]                 |
| 15 de outubro de 2015   | Sergei Filippenkov          | 44       | Aposentado                          | Sofreu ataque cardíaco durante uma partida de veteranos. | [ 107 ]                 |
| 13 de março de 2016     | Hugo Suárez                 | 28       | Llanares                            | Sofreu um infarto enquanto disputava a partida contra o Miranda, pela Terceira Regional da Preferente das Astúrias. | [ 108 ]                 |
| 1 de maio de 2016       | Stefan Petrovski            | 18       | Melaka United                       | Em abril, foi atingido por um raio durante um treino de sua equipe, vindo a falecer 1 mês depois. | [ 109 ]                 |
| 6 de maio de 2016       | Patrick Ekeng-Ekeng         | 26       | Dínamo de Bucareste                 | Minutos depois de ter entrado em campo na partida entre Dínamo e Viitorul Constanța, pelo Campeonato Romeno, Ekeng desmaiou no gramado após sofrer ataque cardíaco. Apesar de ter sido levado ao hospital ainda vivo e tendo recebido atendimento médico, ele não resistiu e morreu. | [ 110 ]                 |
| 7 de maio de 2016       | Bernardo Ribeiro            | 26       | Friburguense                        | Durante uma partida de futebol amador na cidade de Recreio, em Minas Gerais, Bernardo, que jogou no Friburguense no último Campeonato Carioca, sofreu um mal súbito dentro de campo, chegou a ser encaminhado ao hospital, mas não resistiu. | [ 111 ]                 |
| 9 de maio de 2016       | Jeanine Christelle Djomnang | 26       | Femina Stars Ebolowa                | A goleira sofreu um colapso durante aquecimento antes de um jogo da sua equipe. | [ 112 ]                 |
| 15 de agosto de 2016    | Michael Umanika             | 20       | Khazar Lankaran                     | Sofreu colapso durante um treino, vindo a falecer em seguida, vitimado por um ataque cardíaco. | [ 113 ]                 |
| 11 de setembro de 2016  | Ben Idrissa Dermé           | 34       | AJ Biguglia                         | Zagueiro com passagem pela Seleção Burquinense entre 2006 e 2010, Dermé caiu no gramado durante o jogo entre o AJ Biguglia e o Furiani-Agliani, válido pela Copa da França. Foi atendido, mas morreu logo em seguida. | [ 114 ]                 |
| 22 de setembro de 2016  | Aleksey Simonov             | 18       | Colégio Médico Rubtsovsky           | Foi atingido por um raio durante o jogo contra a Universidade Estatal de Altai. | [ 115 ]                 |
| 4 de dezembro de 2016   | Ismail Mrisho Khalfan       | 19       | Mbao FC                             | No jogo entre Mbao e Mwadut, pelo Campeonato de Futebol Sub-20 da Tanzânia, Khalfan sofreu uma entrada mais forte e ficou imóvel no gramado, sofrendo convulsões. O jogador viria a falecer antes de chegar ao hospital. | [ 116 ]                 |
| 26 de abril de 2017     | Moïse Brou Apanga           | 35       | FC 105 Libreville                   | Sofreu um ataque cardíaco durante um treino de sua equipe. | [ 117 ]                 |
| 27 de abril de 2017     | Gofaone Tiro                | 26       | FC 105 Libreville                   | Teve um ataque cardíaco durante um treino de sua equipe, chegando sem vida ao hospital. | [ 118 ]                 |
| 5 de junho de 2017      | Cheick Tioté                | 30       | Beijing Enterprises                 | Durante um treino de seu clube, o marfinense caiu no gramado e foi levado ao hospital, mas não resistiu e faleceu pouco depois. A suspeita é de que Tioté, que disputou as Copas de 2010 e 2014, sofreu um ataque cardíaco. | [ 119 ]                 |
| 24 de junho de 2017     | Bruno Isaías Cañete         | 17       | Sport Colombia                      | Depois de sofrer uma bolada no estômago quando tentou fazer uma defesa, o goleiro desmaiou e chegou a se recuperar. Porém, voltou a sentir-se mal e foi levado ao hospital, onde viria a falecer posteriormente. | [ 120 ] [ 121 ]         |
| 15 de outubro de 2017   | Choirul Huda                | 38       | Persela Lamongan                    | O atleta se chocou com outro jogador do seu time, passou mal e não resistiu. | [ 122 ]                 |
| 2 de novembro de 2017   | Joel Lobanzo                | 17       | Royal Antwerp Sub-19                | Durante um treino, caiu no gramado após uma parada cardíaca e após ficar na UTI por um dia, morreu. | [ 123 ]                 |
| 5 de novembro de 2017   | Dionatan Teixeira           | 25       | Sheriff Tiraspol                    | Durante um jogo amador em Londrina, sua cidade natal, Dionatan, que se profissionalizou na Eslováquia, chegando inclusive a disputar 8 jogos pela seleção sub-21 local, teve um ataque cardíaco e faleceu na hora. | [ 124 ]                 |
| 13 de fevereiro de 2018 | Danilo Caçador              | 32       | Juazeirense                         | Durante o treinamento da equipe, o meio-campo teve um mal-estar e precisou ser levado ao hospital, mas não resistiu. | [ 125 ]                 |
| 18 de março de 2018     | Cascão                      | 47       | Aposentado                          | Sofreu infarto fulminante durante o intervalo de um jogo da equipe de masters do Coritiba. | [ 126 ]                 |
| 25 de março de 2018     | Bruno Boban                 | 25       | Marsonia                            | Morreu após receber uma bolada no peito. | [ 127 ]                 |
| 3 de maio de 2018       | Luyanda Ntshangase          | 21       | Maritzburg United                   | Morreu após ficar 2 meses em coma, depois de ser atingido por um raio durante um amistoso de sua equipe. | [ 128 ]                 |
| 14 de setembro de 2018  | Mamadou Camara              | 26       | USON Mondeville                     | Parada cardíaca durante treino de sua equipe. | [ 129 ]                 |
| 27 de setembro de 2018  | José Roberto Suárez         | 18       | Navia FC                            | Morreu após 12 dias internado, após bater a cabeça no jogo contra o Marino de Cudillero, válido por uma competição de base. | [ 130 ]                 |
| 6 de outubro de 2018    | Ramon Costa                 | 31       | Araranguá                           | Morreu após uma parada cardiorrespiratória. O ex-atacante passou mal em um jogo com amigos na cidade de Araranguá, no Sul de Santa Catarina, e chegou a ser levado ao hospital, mas não resistiu. | [ 131 ]                 |
| 25 de abril de 2019     | Faty Papy                   | 28       | Malanti Chiefs                      | Faleceu durante um jogo de sua equipe no Campeonato Essuatiniano. Um dia antes, reconheceu que estava correndo risco de morte caso continuasse atuando. | [ 132 ]                 |
| 8 de maio de 2019       | Ludwin Flores Nole          | 27       | Los Rangers                         | Sofreu um ataque cardíaco depois de beber água gelada no final de uma partida. | [ 133 ]                 |
| 8 de maio de 2019       | Renan Henrique              | 16       | Água Santa Sub-17                   | Faleceu após passar mal durante um treino. | [ 134 ]                 |
| 8 de março de 2020      | Chineme Martins             | 22       | Nasarawa United                     | O zagueiro faleceu após cair no gramado durante o jogo contra o Katsina United. Segundo testemunhas, a ambulância teve um problema mecânico antes de levar o jogador a um hospital. | [ 135 ]                 |
| 21 de novembro de 2020  | Ricky Yacobi                | 57       | Aposentado                          | Ex-jogador da Seleção Indonésia entre 1985 e 1990, sofreu um ataque cardíaco durante um amistoso entre ex-companheiros dos times que defendeu e jornalistas. | [ 136 ]                 |
| 7 de janeiro de 2021    | Alex Apolinário             | 24       | Alverca                             | O meia-atacante sofreu uma parada cardiorrespiratória durante o jogo contra o União de Almeirim, pela terceira divisão portuguesa. Levado a um hospital de Vila Franca de Xira, veio a falecer 4 dias depois. | [ 137 ]                 |
| 10 de janeiro de 2021   | Christopher Maboulou        | 30       | Sem clube                           | Faleceu após sofrer uma parada cardiorrespiratória durante um jogo com amigos. | [ 138 ]                 |
| 1 de março de 2021      | Wandão                      | 33       | Sem clube                           | Estava disputando um jogo com amigos quando caiu no gramado. O volante ainda foi levado ao hospital, mas veio a falecer em seguida. | [ 139 ]                 |
| 8 de março de 2021      | Abdul Rahman Atef           | 23       | Al Qanayat                          | Faleceu após engolir a própria língua durante o jogo contra o El Rowad, válido por uma liga regional egípcia. | [ 140 ]                 |
| 11 de abril de 2021     | Dejan Oršušt                | 24       | NK Otok                             | Desmaiou após sofrer uma parada cardíaca durante o jogo contra o Radnički. Foi levado ao hospital, mas não resistiu. | [ 141 ]                 |
| 18 de abril de 2021     | Tremaine Stewart            | 33       | Portmore United                     | Caiu no gramado em um jogo na cidade de Spanish Town, e apesar das tentativas de reanimá-lo, veio a falecer minutos depois. | [ 142 ]                 |
| 2 de junho de 2021      | Giuseppe Perrino            | 29       | Sem clube                           | Faleceu após cair durante um jogo em homenagem a seu irmão. Os médicos entraram no gramado, mas o jogador já estava morto. | [ 143 ]                 |
| 22 de junho de 2021     | Viktor Marcell Hegedüs      | 18       | Andráshida SC                       | Sofreu um colapso durante um treino de sua equipe. | [ 144 ]                 |
| 16 de julho de 2021     | Imad Bayumi                 | ?        | Aposentado                          | Teve um colapso na circulação sanguínea durante um amistoso. | [ 145 ]                 |
| 28 de agosto de 2021    | Aleksandr Shishmarev        | 23       | FK Krasnaya Zvezda                  | Durante um amistoso contra o Baltika-M, o goleiro colidiu com um atleta rival e foi sufocado pela própria língua. Foi socorrido pela equipe médica de seu clube por uma hora, mas faleceu em seguida. | [ 146 ]                 |
| 2 de setembro de 2021   | Dylan Rich                  | 17       | West Bridgford Colts                | Faleceu após sofrer um ataque cardíaco durante uma partida. | [ 147 ]                 |
| 4 de setembro de 2021   | Jens De Smet                | 27       | FCC Filosoof                        | Faleceu após desmaiar em campo durante um jogo de sua equipe. | [ 148 ]                 |
| 9 de outubro de 2021    | Benoît Sabard               | 49       | SC Massay                           | Faleceu durante um jogo de veteranos contra o Vignoux-sur-Barangeon. | [ 149 ]                 |
| 16 de outubro de 2021   | Christophe Ramassamy        | 42       | AV Epéron                           | Faleceu durante um jogo da copa de veteranos contra o AS Saint-Yves. | [ 150 ]                 |
| 15 de novembro de 2021  | Karamoko Doukouré           | 28       | FC Mouna                            | Durante um treino de seu clube, reclamou que estava sentindo vertigem e logo desmaiou. Foi levado a um hospital local e foi declarado morto no mesmo dia. | [ 151 ]                 |
| 22 de dezembro de 2021  | Taufik Ramsyah              | 20       | Tornado FC Pekanbaru                | Fraturou o crânio após se chocar contra um jogador do Wahana FC. Após passar por uma cirurgia, entrou em coma e faleceu. | [ 152 ]                 |
| 23 de dezembro de 2021  | Marin Čačic                 | 23       | NK Nehaj                            | Teve um colapso durante um treino de sua equipe 3 dias antes, permanecendo em coma até sua morte. | [ 153 ]                 |
| 25 de dezembro de 2021  | Mukhaled Al-Raqadi          | 29       | Muscat Club                         | Passou mal durante o aquecimento do jogo contra o Al-Suwaiq. Foi socorrido, mas veio a falecer no hospital. | [ 154 ]                 |
| 25 de dezembro de 2021  | Sofiane Loukar              | 30       | MC Saïda                            | Morreu após um choque de cabeça contra um atleta do ASM Oran. | [ 155 ]                 |
| 3 de janeiro de 2022    | Marcos Menaldo              | 25       | Deportivo Marquense                 | O zagueiro participava de uma sessão de treinos com os companheiros de equipe quando desmaiou. Levado a um hospital, sua morte foi confirmada horas depois. | [carece de fontes?]     |
| 2 de fevereiro de 2022  | Alexandros Lampis           | 21       | Ilioupoli FC                        | Durante um jogo válido pela Gamma Ethniki (terceira divisão grega), Lampis desmaiou no gramado com apenas 5 minutos disputados e veio a falecer em seguida, vitimado por uma parada cardíaca. Não havia um desfibrilador à beira do gramado e a ambulância demorou 20 minutos para entrar no estádio. | [ 156 ]                 |
| 15 de maio de 2022      | Mark Davies                 | 49       | Aposentado                          | Durante a final de uma Copa disputada por veteranos, Davies caiu no gramado. Mesmo com as tentativas de reanimação, foi declarado morto. | [ 157 ]                 |
| 15 de julho de 2022     | Aleksandr Kozlov            | 29       | Zorkiy Krasnogorsk                  | Portador de um coágulo de sangue, Kozlov caiu no gramado durante um treino de sua equipe. | [ 158 ]                 |
| 14 de setembro de 2022  | Mariano Ondo                | 23       | Rápido de Bouzas                    | Durante um treino com a Seleção Guinéu-Equatoriana, o lateral desmaiou e foi levado ao hospital, mas não resistiu e faleceu minutos depois, com suspeita de ataque cardíaco. | [ 159 ]                 |
| 29 de novembro de 2022  | Andrés Balanta              | 22       | Atlético Tucumán                    | Sofreu uma parada cardiorrespiratória durante um treino. Embora fosse atendido, foi declarado morto após 40 minutos. | [ 160 ]                 |
| 11 de fevereiro de 2023 | Arne Espeel                 | 25       | Winkel Sport B                      | O goleiro morreu após defender um pênalti na partida contra o SK Wetrozebeke. | [ 161 ]                 |
| 1 de janeiro de 2023    | Bryan Leonel                | 20       | Aragua                              | Sofreu um infarto durante um treino de sua equipe. | [ 162 ]                 |
| 5 de março de 2023      | Moustapha Sylla             | 21       | Racing Club d'Abidjan               | Sofreu um mal súbito durante a partida contra o Sol FC, pelo Campeonato Marfinense, falecendo a caminho do hospital. | [ 163 ]                 |
| 27 de março de 2023     | Andrew Sarakinis            | 14       | Kaya FC / San Agustin Golden Eagles | Desmaiou durante um jogo contra a Xavier School, por um campeonato universitário. Foi levado às pressas para o hospital, mas viria a falecer em seguida. | [ 164 ]                 |
| 9 de agosto de 2023     | Deon                        | 36       | Bahia de Feira                      | Sofreu um mal súbito durante um treino. Uma equipe médica foi acionada, mas o encontrou já morto no gramado. | [ 165 ]                 |
| 11 de novembro de 2023  | Raphael Dwamena             | 28       | Egnatia Rrogozhinë                  | Caiu no gramado após sofrer um ataque cardíaco na partida contra o Partizani Tirana, foi levado a um hospital na cidade de Kavajë, onde viria a falecer. | [ 166 ]                 |
| 11 de novembro de 2023  | Agyemang Diawusie           | 25       | Jahn Regensburg                     | Após ser substituído no jogo contra o Munique 1860, Diawusie foi internado com problemas respiratórios e faleceu 2 semanas depois, após um problema cardíaco. | [ 167 ]                 |
| 16 de novembro de 2023  | Irvin Oduro                 | 25       | DJK Tus Körne                       | Morreu 5 dias depois de colidir com um jogador do BW Alstedde durante um jogo pelo campeonato Sub-15. |                         |
| 7 de janeiro de 2024    | Gefrison Candé              | 28       | FC Albernoense                      | Aos 9 minutos da partida contra o São Domingos, desmaiou no gramado e não conseguiu recuperar a consciência, tendo sua morte confirmada horas depois, após ser levado a um hospital em Beja, vitimado por uma parada cardiorrespiratória. | [ 168 ]                 |
| 10 de fevereiro de 2024 | Septian Raharja             | 35       | FBI Sabung                          | Foi atingido por um raio durante um amistoso entre seu clube e o FC Badung e foi levado ao hospital, onde viria a falecer. | [ 169 ]                 |
| 29 de abril de 2024     | Ángel Ojeda                 | 23       | Ferré de Bella Vista                | Faleceu após bater a cabeça no muro durante o jogo contra o San Martín, pela Liga Bellavistense de Futebol. | [ 170 ]                 |
| 18 de maio de 2024      | Afonso Rossa                | 19       | Águia de Marabá                     | Atleta do time Sub-20 do Águia de Marabá, o zagueiro passou mal logo antes do jogo contra o Carajás. O infarto ocorreu quando o elenco já se encontrava no estádio Rosenão, palco do confronto, que acabou adiado. | [ 171 ]                 |
| 23 de maio de 2024      | Jordan Denneulin            | 33       | AS Courrières                       | Jogador e auxiliar-técnico do AS Courrières, Denneulin morreu após ser atingido por um raio durante um treino da equipe. | [ 172 ]                 |
| 5 de julho de 2024      | Ahmed Refaat                | 31       | Modern Sport FC                     | Em 11 de março, Refaat sofreu uma parada cardíaca durante o jogo contra o Ittihad Alexandria, pelo Campeonato Egípcio. Levado ao hospital, foi submetido a uma cirurgia para colocação de um stent e chegou a receber alta em abril. Quase 4 meses após o incidente, o atacante passou mal em casa e voltou a ser internado, mas veio a falecer horas depois.                                                              | [ 173 ]                 |
| 27 de agosto de 2024    | Juan Izquierdo              | 27       | Nacional                            | Em 22 de agosto, Izquierdo desmaiou em campo durante uma partida contra o São Paulo, pela Copa Libertadores. Com caso de "arritmia cardíaca" veio a falecer 5 dias depois. | [ 174 ]                 |
| 3 de novembro de 2024   | José Hugo de la Cruz        | 39       | Familia Chocca                      | Foi atingido por um raio quando tentava sair do campo depois que a partida contra o Juventud Bellavista, válida por uma liga amadora, foi interrompida. | [ 175 ] [ 176 ]         |
| 11 de dezembro de 2024  | Kaylen Dennis               | 17       | Walthamstow                         | Sofreu uma parada cardíaca após desarmar um atleta adversário. | [ 177 ] [ 178 ] [ 179 ] |
| 12 de dezembro de 2024  | Erion Morina                | 22       | Vushtrria                           | Sofreu uma parada cardíaca durante um treino de sua equipe, falecendo após 46 dias de internação. | [ 180 ] [ 181 ]         |
| 11 de fevereiro de 2025 | Máximo Alisandroni          | 20       | Argentino de Alfonzo                | Sofreu um mal súbito durante uma partida na divisão regional de Buenos Aires. | [ 182 ]                 |
| 16 de fevereiro de 2025 | Gabriel Popó                | 26       | XV de Jaú                           | Sofreu um mal súbito durante um aquecimento antes de uma partida contra o União Suzano, na terceira divisão paulista. | [ 183 ]                 |
| 19 de março de 2025     | Guo Juoxian                 | 18       | Seleção de Pequim sub-20            | Sofreu uma pancada na cabeça durante um jogo-treino entre a seleção sub-20 de Pequim e o clube espanhol RC Alcobendas, em 6 de fevereiro. A morte cerebral do atleta foi anunciada no dia 14, mas o falecimento só foi confirmado após 35 dias. | [ 184 ] [ 185 ]         |
| 30 de março de 2025     | Alex Bange                  | 21       | Atromitos Piraeus                   | Foi encontrado morto no vestiário de sua equipe. |                         |
| 9 de abril de 2025      | Helar Gonzáles              | 21       | Peru Real Titan NC                  | Em uma disputa de bola, o meio-campista colidiu com o goleiro do Defensor Nueva Cajamarca, em jogo válido pela Copa Peru. O impacto causou ruptura de uma artéria cerebral e o jogador foi levado a um hospital, mas não resistiu e faleceu minutos depois. | [ 186 ]                 |

## Vitimas de raios
- O primeiro caso que se tem notícia de um atleta vitimado por raios durante uma partidas foi o de Tony Allden, do Highgate United, durante um jogo das quartas de final da FA Cup de amadores, contra o Enfield Town.[187]
- Em 1984, o holandês Erik Jongbloed, filho do ex-goleiro Jan Jongbloed, também foi vitimado por um raio que caiu no gramado.[carece de fontes?]
- Durante um treino do Radnički Niš, em maio de 2000, Ivan Krstić foi atingido por um raio, morrendo na hora.
- Em maio de 2016, o goleiro australiano Stefan Petrovski, do Melaka United, morreu após permanecer 25 dias internado, depois que um raio o atingiu durante um treino de seu time.
- Em 2018, o sul-africano Luyanda Ntshangase morreu após estar dois meses em coma, vitimado por um raio durante um amistoso de sua equipe.[128]

## Outros casos
- Em 1985, o treinador irlandês Jock Stein (que comandava a Escócia desde 1978) não aguentou a emoção da partida de sua seleção contra o País de Gales, na rodada final das Eliminatórias da Copa, e seu coração parou de bater ainda no estádio Ninian Park, em Cardiff.[188]
- Em maio de 2019, o árbitro Víctor Hugo Hurtado de 32 anos, morreu após sofrer um mal súbito durante a partida entre Always Ready e Oriente Petrolero, pelo Campeonato Boliviano.[189]
- Durante o jogo entre Al-Majd Al-Iskandari e Al-Zarka, pela segunda divisão do Campeonato Egípcio, o treinador do Al-Majd, Adham Al-Selehdar, sofreu um infarto depois que seu time empatou no último lance. Ele foi socorrido dentro de campo, mas chegou já morto ao hospital.[190]